# Luca Gelfi
Luca Gelfi (Seriate, 21 juni 1966 – Torre de' Roveri, 3 januari 2009) was een Italiaans wielrenner. Hij was prof van 1988 tot  1998. Zijn grootste succes kende hij in de Giro van 1990 waarin hij twee etappes won.
Gelfi maakte begin 2009 een eind aan zijn leven in zijn fietsenzaak in Torre de' Roveri. Hij was zwaar depressief.

## Belangrijkste overwinningen
1987
- Wegwedstrijd op de Middellandse Zeespelen

1990
- 6e etappe Ronde van Italië
- 10e etappe Ronde van Italië

1997
- 10e etappe Ronde van Portugal

## Resultaten in voornaamste wedstrijden
| Jaar | Ronde van Italië | Ronde van Frankrijk | Ronde van Spanje |
| ---- | ---------------- | ------------------- | ---------------- |
| 1989 | 27e              |                     |                  |
| 1990 | 42e (2)          |                     |                  |
| 1991 | 86e              |                     |                  |
| 1992 | 65e              |                     |                  |
| 1993 | 36e              |                     | 14e              |
| 1994 | opgave           |                     | 53e              |
| 1995 | 80e              |                     |                  |
| 1996 |                  | opgave              |                  |
| 1997 |                  |                     | 87e              |
| 1998 | 76e              |                     |                  |

| Jaar | Milaan-San Remo | Gent-Wevelgem | Parijs-Roubaix | Amstel Gold Race | Luik-Bast.‑Luik | Ronde van Lombardije | Waalse Pijl |
| ---- | --------------- | ------------- | -------------- | ---------------- | --------------- | -------------------- | ----------- |
| 1989 |                 |               |                |                  |                 |                      | 54e         |
| 1990 |                 | 66e           | 89e            |                  | 99e             |                      | 90e         |
| 1991 |                 | 147e          |                | 74e              |                 | 81e                  |             |
| 1992 | 52e             |               |                |                  |                 |                      |             |
| 1993 | ↑               |               |                |                  |                 |                      |             |
| 1994 | 19e             |               |                |                  | 21e             |                      | 14e         |
| 1995 | 20e             |               |                |                  |                 |                      |             |
| 1996 | 55e             |               |                |                  |                 |                      |             |
| 1997 |                 |               |                |                  |                 |                      |             |
| 1998 | 33e             |               |                |                  |                 |                      |             |

Wielerploegen van Luca Gelfi
Ballerini ·
Chioccioli ·
Gelfi ·
Giupponi ·
Lang ·
Lecchi ·
Loro ·
Milani ·
Piasecki ·
Piovani ·
Rota ·
Alberto Saronni ·
Antonio Saronni ·
Giuseppe Saronni
Amadori ·
Bergamo ·
Bielli ·
Caroli ·
Chioccioli ·
C. Cipollini ·
M. Cipollini ·
Fondriest  ·
Gelfi ·
Lecchi ·
Longo ·
Zanini ·
Zen
Amadori ·
Ballerini ·
Bielli ·
Cesarini ·
Chioccioli ·
Cipollini ·
Fondriest ·
Gelfi ·
Lecchi ·
Longo ·
Roscioli ·
Zanini ·
Zen
Baldato ·
Ballerini ·
Bielli ·
Cesarini ·
Chioccioli ·
Cipollini ·
Gelfi ·
Halupczok ·
Jaskuła ·
Lecchi ·
Pedersen ·
Poli ·
Roscioli
Arroyo · Baldato · Ballerini · Bomans · Ceci · Cesarini · Chioccioli · Cipollini · Gelfi · Goessens · Gusmeroli · Halupczok · Jacobs · Jaskuła · Lecchi · Moreau · Pillon · Poli · Rebellin · Rocchi · Tchmil · Van Itterbeeck · Vanzella · Verstrepen · Vona · Willems
Bontempi · Consonni · Della Santa · Di Basco · Gelfi · Ghiotto · Giovannetti · González · Hernández · Nicoletti · Noè · Steiger · Teterioek · Tonetti
Bontempi · 
Bordonali ·
Gelfi · 
Giupponi · 
Imboden · 
Leali · 
Lecchi · 
Luna · 
Manzoni ·
Milesi · 
Pelliconi ·
Puttini ·
Radaelli ·
Roscioli ·
Vanderaerden · 
Di Silvestro (stagiair) ·
Missaglia (stagiair) ·
Pumar (stagiair)
Arazzi · 
Bontempi · 
F. Casagrande ·
S. Casagrande ·
Dotti ·
Gelfi · 
Lanfranchi · 
Lecchi · 
Leoni ·
Luna · 
Manzoni ·
Milesi · 
Missaglia ·
Perini ·
Piccoli ·
Podenzana ·
Pumar ·
Radaelli ·
Vanderaerden
Arazzi · 
Bertolini ·
Bontempi · 
Camin ·
Contrini ·
De Beni ·
Della Vedova ·
Dotti ·
Frattini ·
Gelfi · 
Jaskuła · 
Milesi · 
Piccoli ·
Pumar ·
Radaelli ·
Strazzer ·
Velo ·
Villa
Arazzi · 
Belli ·
Bontempi · 
Bruseghin ·
Camin ·
Contrini ·
De Beni ·
Della Vedova ·
Frattini ·
Gelfi · 
Milesi · 
Piccoli ·
Pumar ·
Raimondi ·
Serpellini ·
Sgambelluri ·
Velo ·
Villa ·
Zamboni